# Meteura cervina
Meteura cervina is een beervlinder uit de familie van de spinneruilen (Erebidae). De wetenschappelijke naam van de soort is voor het eerst gepubliceerd in 1890 door Thomas Pennington Lucas als Scoliacma cervina.
De soort komt voor in Australië (Queensland).